# In Trance
In Trance är Scorpions tredje album som kom ut i september 1975.

## Låtlista
1. "Dark Lady" (U. Roth) - 3:25
2. "In Trance" (R. Schenker/K. Meine) - 4:42
3. "Life's Like a River" (U. Roth/R. Schenker/C. Fortmann) - 3:50
4. "Top of the Bill" (R. Schenker/K. Meine) - 3:22
5. "Living & Dying" (R. Schenker/K. Meine) - 3:18
6. "Robot Man" (R. Schenker/K. Meine) - 2:42
7. "Evening Wind" (U. Roth) - 5:02
8. "Sun in My Hand" (U. Roth) - 4:20
9. "Longing for Fire" (R. Schenker/U. Roth) - 2:42
10. "Night Lights" (U. Roth) - 3:14